# Dániel Gyurta
Dániel Gyurta (Szombathely, Vas, 4 mei 1989) is een Hongaarse zwemmer. Hij vertegenwoordigde zijn vaderland op de Olympische Zomerspelen 2004 in Athene, de Olympische Zomerspelen 2008 in Peking en de Olympische Zomerspelen 2012 in Londen. Op de langebaan is hij houder van het Europees record op de 200 meter schoolslag. Hij is de broer van zwemmer Gergely Gyurta.

## Carrière
Bij zijn internationale debuut, op de wereldkampioenschappen zwemmen 2003 in Barcelona, strandde Gyurta in de halve finales van de 200 meter schoolslag en in de series van de 200 meter vrije slag. Tijdens de Olympische Spelen van Athene (2004) won de Hongaar de zilveren medaille op het onderdeel 200 meter schoolslag in een tijd van 2.10,80. Gyurta's zilveren medaille kwam als een volslagen verrassing; enerzijds vanwege zijn jeugdige leeftijd, vijftien jaar, anderzijds vanwege het feit dat hij wereldrecordhouder Brendan Hansen achter zich hield. Alleen Kosuke Kitajima bleek hem te snel af in de Griekse hoofdstad. Ook met zijn tactiek baarde Dani opzien, omdat hij 150 meter 'inhield' om vervolgens met een lange, ziedende eindsprint zijn concurrenten te verrassen in de laatste vijftig meter.
Op de Europese kampioenschappen zwemmen 2006 in Boedapest werd Gyurta uitgeschakeld in de halve finales van de 200 meter schoolslag. In de Finse hoofdstad Helsinki nam de Hongaar deel aan de Europese kampioenschappen kortebaanzwemmen 2006, op dit toernooi veroverde hij de wereldtitel op de 200 meter schoolslag en strandde hij in de halve finales van de 100 meter schoolslag. 
Tijdens de wereldkampioenschappen zwemmen 2007 in het Australische Melbourne eindigde Gyurta als zesde op de 200 meter schoolslag en werd hij uitgeschakeld in de series van de 100 meter schoolslag. Voor eigen publiek, op de Europese kampioenschappen kortebaanzwemmen 2007 in Debrecen, verdedigde Gyurta met zijn succes zijn Europese titel op de 200 meter schoolslag, op de 100 meter schoolslag strandde hij in de halve finales. 
In Eindhoven nam Gyurta deel aan de Europese kampioenschappen zwemmen 2008, op dit toernooi eindigde hij als vijfde op de 200 meter schoolslag en werd hij uitgeschakeld in de series van de 100 meter schoolslag. Tijdens de Olympische Zomerspelen van 2008 in Peking eindigde de Hongaar op de 200 meter schoolslag op de vijfde plaats, op de 100 meter schoolslag strandde hij in de series. Op de Europese kampioenschappen kortebaanzwemmen 2008 in Rijeka werd Gyurta uitgeschakeld in de series van de 50 meter schoolslag, samen met László Cseh , Norbert Kovács en Krisztian Takács strandde hij in de series van de 4x50 meter wisselslag. 

### 2009-2012
In de Italiaanse hoofdstad Rome nam de Hongaar deel aan de wereldkampioenschappen zwemmen 2009, op dit toernooi veroverde hij de wereldtitel op de 200 meter schoolslag. Op zowel de 50 als de 100 meter schoolslag werd hij uitgeschakeld in de series. Later dat jaar werd hij Europees kampioen op de 200 meter schoolslag kortebaan. Op diezelfde Europese kampioenschappen kortebaanzwemmen 2009 veroverde hij een zilveren medaille op de 100 meter schoolslag.
Het jaar daarop behaalde Gyurta de Europese titel op de 200 meter schoolslag op de Europese kampioenschappen zwemmen 2010 in zijn thuisland Hongarije, daarnaast eindigde hij als vierde op de 100 meter schoolslag. Op de 4x100 meter wisselslag eindigde hij samen met Adam Szilagyi, Peter Hos en Dominik Kozma op de zevende plaats. Tijdens de wereldkampioenschappen kortebaanzwemmen 2010 in Dubai sleepte de Hongaar de zilveren medaille in de wacht op de 200 meter schoolslag, daarnaast eindigde hij als zesde op de 100 meter schoolslag.
Op de wereldkampioenschappen zwemmen 2011 in Shanghai prolongeerde Gyurta zijn wereldtitel op de 200 meter schoolslag, op de 100 meter schoolslag eindigde hij op de zesde plaats. Samen met Péter Bernek, Bence Biczó en Dominik Kozma strandde hij in de series van de 4x100 meter wisselslag. In Szczecin nam de Hongaar deel aan de Europese kampioenschappen kortebaanzwemmen 2011. Op dit toernooi veroverde hij de Europese titel op de 200 meter schoolslag, daarnaast eindigde hij als vijfde op de 100 meter schoolslag.
Op de Europese kampioenschappen zwemmen 2012 in Debrecen prolongeerde Gyurta de Europese titel op de 200 meter schoolslag, op de 4x100 meter wisselslag legde hij samen met Péter Bernek, László Cseh en Dominik Kozma beslag op de bronzen medaille. Tijdens de Olympische Zomerspelen van 2012 in Londen veroverde de Hongaar, in een wereldrecordtijd van 2.07,23, de gouden medaille op de 200 meter schoolslag, daarnaast eindigde hij als vierde op de 100 meter schoolslag. Samen met László Cseh, Bence Pulai en Dominik Kozma eindigde hij als vijfde op de 4x100 meter wisselslag. In Istanboel nam Gyurta deel aan de wereldkampioenschappen kortebaanzwemmen 2014. Op dit toernooi werd hij wereldkampioen op de 200 meter schoolslag, in de finale van de 4x100 meter wisselslag werd hij samen met Péter Bernek, Bence Pulai en Dominik Kozma gediskwalificeerd.

### 2013-2018
Op de wereldkampioenschappen zwemmen 2013 in Barcelona werd de Hongaar voor de derde maal in successie wereldkampioen op de 200 meter schoolslag. Op de 4x100 meter wisselslag eindigde hij samen met László Cseh, Bence Pulai en Krisztian Takács op de zevende plaats. Tijdens de Europese kampioenschappen kortebaanzwemmen 2013 in Herning veroverde Gyurta de Europese titel op zowel de 100 als de 200 meter schoolslag.
In Berlijn nam de Hongaar deel aan de Europese kampioenschappen zwemmen 2014. Op dit toernooi eindigde hij als vierde op de 100 meter schoolslag, daarnaast strandde hij in de series van de 50 meter schoolslag. Samen met László Cseh, Bence Pulai en Dominik Kozma sleepte hij de bronzen medaille in de wacht op de 4x100 meter wisselslag. Op de wereldkampioenschappen kortebaanzwemmen 2014 in Doha prolongeerde Gyurta de wereldtitel op de 200 meter schoolslag, op de 4x100 meter wisselslag werd hij samen met David Foldhazi, Péter Holoda en Dominik Kozma uitgeschakeld in de series.
Tijdens de wereldkampioenschappen zwemmen 2015 in Kazan behaalde de Hongaar de bronzen medaille op de 200 meter schoolslag, op de 100 meter schoolslag strandde hij in de series. In de series van de 4x100 meter wisselslag werd hij samen met Gábor Balog, László Cseh en Krisztian Takács gediskwalificeerd.
In maart 2018 kondigde Gyuarta het einde van zijn professionele carrière aan.

## Internationale toernooien
| Jaar | Olympische Spelen                                           | WK langebaan                                                 | WK kortebaan                            | EK langebaan                                                | EK kortebaan                            |
| ---- | ----------------------------------------------------------- | ------------------------------------------------------------ | --------------------------------------- | ----------------------------------------------------------- | --------------------------------------- |
| 2003 |                                                             | 65e 200m vrije slag 14e 200m schoolslag                      |                                         |                                                             | geen deelname                           |
| 2004 | 200m schoolslag                                             |                                                              | geen deelname                           | geen deelname                                               | geen deelname                           |
| 2005 |                                                             | geen deelname                                                |                                         |                                                             | geen deelname                           |
| 2006 |                                                             |                                                              | geen deelname                           | 11e 200m schoolslag                                         | 14e 100m schoolslag · 200m schoolslag   |
| 2007 |                                                             | 40e 100m schoolslag 6e 200m schoolslag                       |                                         |                                                             | 13e 100m schoolslag · 200m schoolslag   |
| 2008 | 24e 100m schoolslag 5e 200m schoolslag                      |                                                              | geen deelname                           | 23e 100m schoolslag 5e 200m schoolslag                      | 22e 50m schoolslag 11e 4x50m wisselslag |
| 2009 |                                                             | 54e 50m schoolslag · 20e 100m schoolslag · 200m schoolslag   |                                         |                                                             | 100m schoolslag · 200m schoolslag       |
| 2010 |                                                             |                                                              | 6e 100m schoolslag · 200m schoolslag    | 4e 100m schoolslag · 200m schoolslag · 7e 4x100m wisselslag | geen deelname                           |
| 2011 |                                                             | 6e 100m schoolslag · 200m schoolslag · 15e 4x100m wisselslag |                                         |                                                             | 5e 100m schoolslag · 200m schoolslag    |
| 2012 | 4e 100m schoolslag · 200m schoolslag · 5e 4x100m wisselslag |                                                              | 200m schoolslag                         | 200m schoolslag · 4x100m wisselslag                         |                                         |
| 2013 |                                                             | 200m schoolslag · 7e 4x100m wisselslag                       |                                         |                                                             | 100m schoolslag · 200m schoolslag       |
| 2014 |                                                             |                                                              | 200m schoolslag · 10e 4x100m wisselslag | 17e 50m schoolslag · 4e 100m schoolslag · 4x100m wisselslag |                                         |
| 2015 |                                                             | 22e 100m schoolslag · 200m schoolslag · DQ 4x100m wisselslag |                                         |                                                             | 200m schoolslag                         |
| 2016 | 17e 100m schoolslag                                         |                                                              |                                         | geen deelname                                               |                                         |

## Persoonlijke records
Bijgewerkt tot en met 4 oktober 2014
Kortebaan
| Afstand         | Tijd    | Datum            | Plaats    |
| --------------- | ------- | ---------------- | --------- |
| 50m schoolslag  | 26,56   | 4 oktober 2014   | Moskou    |
| 100m schoolslag | 56,72   | 11 december 2009 | Istanboel |
| 200m schoolslag | 2.00,48 | 31 augustus 2014 | Dubai     |

Langebaan
| Afstand         | Tijd       | Datum           | Plaats    |
| --------------- | ---------- | --------------- | --------- |
| 50m schoolslag  | 27,96      | 20 januari 2013 | Antwerpen |
| 100m schoolslag | 59,53      | 29 juli 2012    | Londen    |
| 200m schoolslag | ER 2.07,23 | 2 augustus 2013 | Barcelona |